# Groenpootoeverloopkever
De groenpootoeverloopkever (Elaphrus ullrichii) is een keversoort uit de familie van de loopkevers (Carabidae). De wetenschappelijke naam van de soort werd in 1842 gepubliceerd door Wilhelm Redtenbacher.